# Eric Rigler
Eric Rigler es un músico estadounidense nacido en Los Ángeles, California, en 1959. Intérprete de gaita irlandesa, flauta irlandesa y gaita, ha desarrollado su carrera en solitario y como componente de la banda estadounidense de música folk Bad Haggis.
Comenzó a tocar la gaita a los siete años y en 1984 se mudó a Lanarkshire (Escocia) para profundizar en el estudio de la gaita y la flauta irlandesa. Allí tocó con bandas como Shotts o la Dykehgead Pipe Band y obtuvo la medalla Dunvegan en el concurso Skye Gathering.
Ha interpretado temas para las bandas sonoras de películas como Titanic, Braveheart, Cinderella man, Troya, Million Dollar Baby, Master and Commander y Road to Perdition, entre muchas otras.
En el año 2004 interpretó la canción Amazing Grace durante el funeral de estado del expresidente de los Estados Unidos Ronald Reagan.

## Discografía
- Celtic Spirit (1998)
- Celtic Carols (1999)
- A Highland Christmas (2001)
- Celtic Aire Christmas (2010)
- An Irish Christmas (2011)